# Serraca inanimacula
Serraca inanimacula är en fjärilsart som beskrevs av Louis Beethoven Prout. Serraca inanimacula ingår i släktet Serraca och familjen mätare. Inga underarter finns listade i Catalogue of Life.